# Lotus glaber
Lotus glaber es una especie de planta de flores perteneciente a la familia  Fabaceae, nativa del sur de Europa y sudoeste de Asia. Algunos botánicos la tratan como una subespecie de Lotus corniculatus, como L. corniculatus subsp. tenuifolius.

## Descripción
Su gran tolerancia a la sal y a los suelos pobres hacen a esta planta muy útil para repoblar terrenos marginales. Se ha naturalizado en otras regiones como las Pampas de Argentina, y partes de Estados Unidos. 

## Sinonimia
- Lotus corniculatus subsp. tenuifolius  (L.) P.Fourn.
- Lotus corniculatus subsp. tenuis (Waldst. & Kit.) Briq. ex Rech.f.
- Lotus macbridei A.Nelson
- Lotus tenuifolius Rchb.
- Lotus tenuis Willd.[1]

## Galería

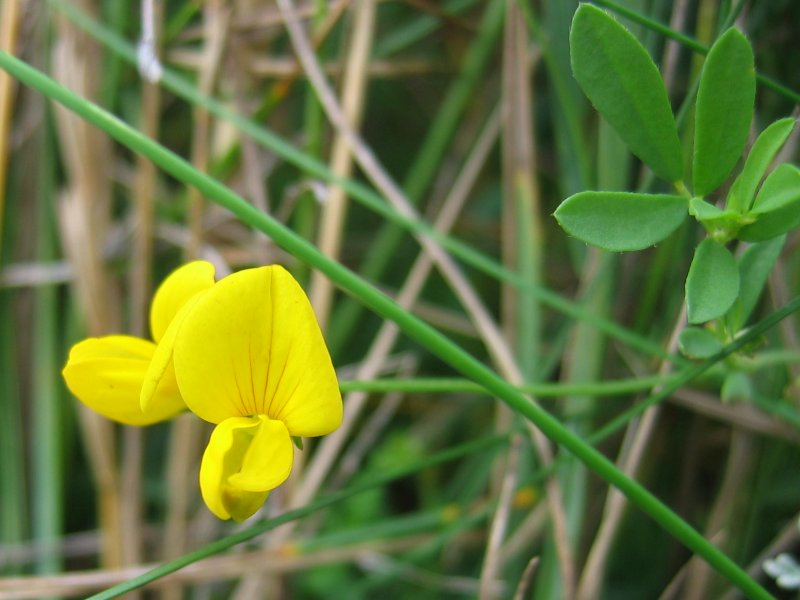
Photo by Kristian Peters
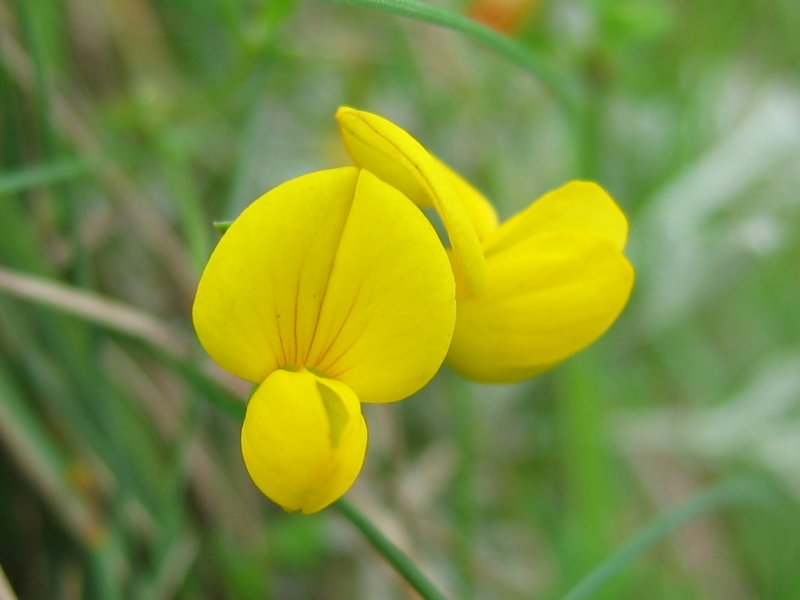
Photo by Kristian Peters
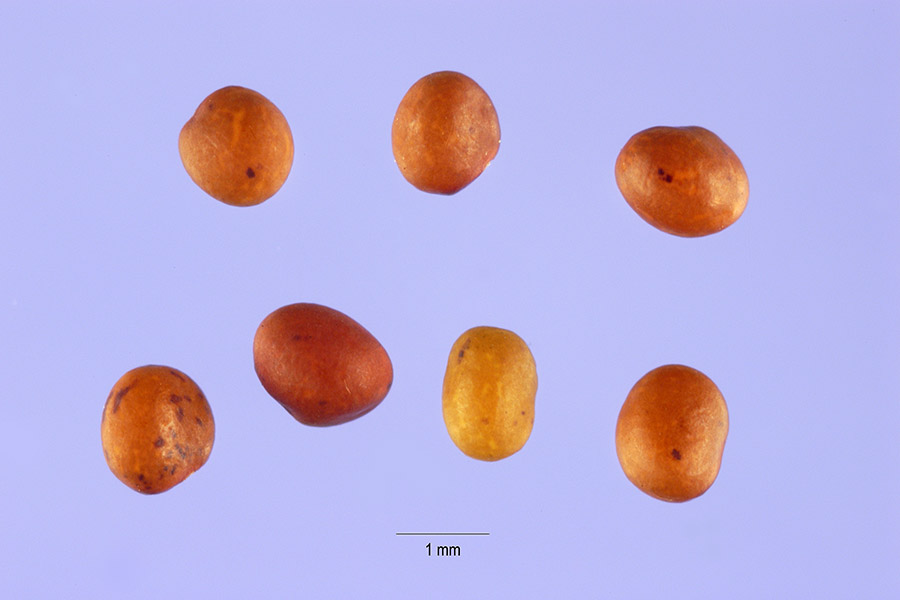
Semillas